# Condat (Cantal)
Condat o Condat-en-Feniers és un municipi del departament francès de Cantal a la regió d'Alvèrnia-Roine-Alps. El 2021 tenia 968 habitants.